# Johanna Maria
Johanna Maria è un comune (ressort) del Suriname di 598 abitanti sulla costa dell'Oceano Atlantico.